# Liang Yushuai
Liang Yushuai (chinesisch 梁育帅; * 10. September 2000) ist ein chinesischer Taekwondoin. Er startet in der Gewichtsklasse bis 68 Kilogramm.

## Erfolge
Liang Yushuai sicherte sich international seine erste Medaille bei den Militärweltspielen 2019 in Wuhan, als er die Silbermedaille in der Gewichtsklasse bis 58 Kilogramm gewann. Eine weitere Silbermedaille folgte bei den World University Games 2021 in Chengdu in der Gewichtsklasse bis 68 Kilogramm, darüber hinaus belegte er in der Mannschaftswertung Rang drei. Im Jahr darauf wurde Liang in der Gewichtsklasse bis 63 Kilogramm zunächst in Chuncheon nach einer Finalniederlage gegen Kim Tae-yong aus Südkorea Vizeasienmeister, ehe er in Guadalajara nach einem Sieg im Finalkampf gegen Niyaz Pulatov aus Usbekistan Weltmeister wurde. Die 2023 ausgetragenen Asienspiele 2022 in Hangzhou schloss er in derselben Gewichtsklasse auf dem dritten Platz ab.
Bei den Olympischen Spielen 2024 in Paris erreichte Liang in seiner Konkurrenz nach einem 2:1-Auftakterfolg gegen Levente Józsa aus Ungarn das Viertelfinale, in dem er dem Usbeken Ulugʻbek Rashitov mit 0:2 unterlag. Da Rashitov im weiteren Verlauf das Finale erreichte und auch gewann, zog Liang in die Hoffnungsrunde ein. Gegen Lo Wai Fung aus Hongkong gewann er daraufhin mit 2:0 und profitierte im abschließenden Kampf um Bronze gegen den Briten Bradly Sinden von dessen kampfloser Aufgabe, womit sich Liang den Medaillengewinn sicherte.